# Sekine Eigo
Eigo Sekine (sinh ngày 11 tháng 9 năm 1981) là một cầu thủ bóng đá người Nhật Bản.

## Sự nghiệp câu lạc bộ
Eigo Sekine đã từng chơi cho Ehime FC.